# Le Bataillon noir
Pour plus de détails, voir Fiche technique et Distribution.
Le Bataillon noir (Černý prapor) est un film de guerre tchécoslovaque réalisé par Vladimír Čech, sorti en 1958.
C'est l'un des rares films d'Europe de l'est sur la Légion étrangère et la guerre d'Indochine avec Dschungelzeit, sorti en 1988.

## Fiche technique
Sauf indication contraire, les informations mentionnées dans cette section peuvent être confirmées par la base de données cinématographiques IMDb,  présente dans la section « Liens externes ».
- Titre français : Le Bataillon noir[1]
- Titre original : Černý prapor
- Titre est-allemand : Das schwarze Bataillon
- Titre ouest-allemand : Das Bataillon des Teufels
- Réalisateur : Vladimír Čech
- Scénario : Kamil Pixa (cs), Miloslav Fábera
- Photographie : Rudolf Milič
- Montage : Antonín Zolanka
- Musique : Štěpán Lucký (cs)
- Sociétés de production : Československý státní film
- Pays de production :  Tchécoslovaquie
- Langue de tournage : tchèque
- Format : Noir et blanc - 1,37:1 - Son mono - 35 mm
- Durée : 86 minutes (1h26)
- Genre : Film de guerre
- Dates de sortie :
  - Tchécoslovaquie : 13 juin 1958
  - Hongrie : 11 décembre 1958
  - Allemagne de l'Est : 13 mars 1959
  - France : juillet 1961[1]

## Distribution
- Jaroslav Mareš (cs) : Vaclav Maly, légionnaire tchèque
- František Peterka (cs) : Caporal Petr, légionnaire tchèque
- Tadeusz Schmidt (pl) : Tadeusz, légionnaire polonais
- Günther Simon : Gerhard Richter, légionnaire allemand
- Kurt Oligmüller (de) : Sergent Storch, légionnaire allemand
- Hannjo Hasse : Lieutenant Rudolf Wolf, officier allemand de la Légion étrangère, ancien SS
- Ladislav Chudík (cs) : Major français de la Légion étrangère
- Zdeněk Kryzánek (cs) : Commandant Ketham, officier belge de la Légion étrangère
- Marie Brožová (cs) : la mère de Vaclav
- Miriam Hymková : la fille